# エアバスA350 XWB
エアバスA350 XWB
カタール航空のエアバスA350-900
- 用途：旅客機
- 分類：ワイドボディ機
- 製造者： エアバス
- 運用者

  - 日本航空
  - シンガポール航空
  - カタール航空
  - キャセイパシフィック航空
  - デルタ航空
  - ほか
- 初飛行：2013年6月14日[1]
- 生産数：602機(2024年5月現在)
- 生産開始：2012年
- 運用開始：2015年1月15日
- 運用状況：運用中
- ユニットコスト：A350-900 約3億1120万ドル

エアバスA350 XWB （Airbus A350 XWB）は、A300・A330(ceo)・A340の後継機として欧州・エアバス社が開発・製造する最新型の中・大型ワイドボディ機。
2015年1月15日にカタール航空がドーハ - フランクフルト線で世界初の営業運航を開始。

## 概要
A350は、燃料効率の良いツインエンジンを特徴とし、エアバスの商用ジェット機の中で最新の技術を反映している。本機種は特に燃料効率と乗客の快適性に重点を置いて設計されており、炭素繊維強化プラスチック（CFRP）を多用することで軽量化を実現している。
A350ファミリーにはA350-900（A359）とA350-1000（A35K）という二つのバリエーションがある。A350-900は標準的なモデルで、約300～350席を有している。A350-1000はより長いモデルで、約350～410席を提供し、より多くの乗客や貨物を運ぶことができる。2024年現在、貨物型・A350Fの開発も進められている。
この機体の航続距離は、モデルによって異なるが最大で15,000キロメートル以上にも達する。これにより、非常に長い距離のフライトでも直行便を提供することが可能になる。
先進的なアビオニクスと革新的なキャビンデザインも特徴である。機体は静かで、より広い窓や改善された気圧制御により乗客の快適性を高めている。また、燃料効率の良さとCO2排出量の低減により環境に優しい運航も可能となっている。
A350は国際路線を持つ多くの航空会社によって採用され、長距離国際線における主要な機体の一つとなっており、航空会社にとって運用コストの削減と環境負荷の低減をもたらしている。

## 名称
当初、A330をベースに開発が構想されていた機種の名称が「A350」であり、A350開発計画中止後に新規に設計し直され、2015年現在生産されている機種の正式名称が「A350 XWB」である（開発計画の推移は後述）。
航空専門誌や航空系ニュースサイトでは正式名称で報道されることもあるが、一般的なニュース報道などではA350 XWBを指して「A350」と省略されることも多い。日本の航空雑誌『エアライン』（イカロス出版）の記者がエアバス社に「A350」と略して良いかと尋ねたところ、エアバス社の担当者はできる限り正式名称の「A350 XWB」で表記してほしいと答えたという。ただ、エアバス社の公式資料や導入した航空会社でも「XWB」を省略して表記した例がある。
なお、シリーズ名はA350 XWBであるが、個々のモデルは「A350-900」「A350-1000」のようにXWBを含めないものが正式名称となっている。

## 初期構想
エアバス社は、A300やA330といった自社の旅客機の後継機種、より直接にはA330やA340の市場を大型双発機B777や新型機B787で席巻しつつあるライバル・ボーイング社の対抗機種として、「B787と同等以上の性能の機体を、より安価で容易に開発する」とした新世代の中型双発機を開発しようとしていた。これが初期のA350型機であるが、その大まかな特徴は以下のようなものであった。
- A330をベースに、最新の技術を投入した新世代の機体
- B787に搭載されるものと同じ新世代エンジンの搭載
- A380に使用された新素材を適用した軽量かつ薄い胴体とし客室幅を拡大

この初期のA350構想は、3つの派生形からなるファミリーとなる予定であった。
- A350-800: 基本型。航続距離15,900km、3クラスで245座席。
- A350-900: A350-800の胴体延長型。航続距離13,900km、3クラスで285席。
- A350-1000: A350-900の胴体をさらに延長した型。

当時エアバス社としてはA380に開発資源を集中する必要があり、全くの新規設計から始めることは困難な事情があった。開発予算は30から40億ドル程度の予定であった。
しかし、この機体に対し発注の意向を示したシンガポール航空やILFCは、より設計の詳細を詰める段階で機体設計のやり直しを要求。A350はB787に対して受注数で大きく離された状況であった。
この初期構想は顧客からの反応を見ながら数回の改訂が加えられている。
- 第1段階: 胴体の主構造はA330と同等のアルミニウム合金、主翼は複合材主体。エンジンはRRトレント1700あるいはGEnX。
- 第2段階: 胴体の主構造材をアルミニウム・リチウム合金へ変更。
- 第3段階: 胴体のフレーム構造を変更し客室内径を7.6cm（3インチ）拡大。これによりA330の胴体組み立て治具の大部分は使用不可能となった。A350-1000がラインナップに加えられたのはこの段階である。これまでのエアバス・ワイドボディ機と異なりキャビン最後尾部分の床面を完全にフラット化し同部床下にキャビン・クルーレストを配置できるようにした。
- 第4段階: 機首形状をA380の空力実績を元に「頬がこけた」形状に調整しコクピット床下にコクピット・クルーレストを配置した。主翼前縁の曲線を鋭角化すること等を合わせ抵抗を削減、巡航マッハ数を0.82から0.83へ向上させた。

上記のような改訂を加え、航空機としての性能・経済性はA330に比べて大幅に改善されているにもかかわらず受注は伸び悩み、製造ローンチできない状態が続いた。この段階で、予想される開発経費は概算で50億ドル強にまで増加していた。
初期のA350のコンセプトは、のちに開発が決定したA330neoに引き継がれることとなった。

## 登場
着々と受注数を伸ばすB787に比べ受注に苦しんだA350だったが、2006年7月17日開催のファーンボロー航空ショーにて「エアバスA350 XWB（eXtra Wide Body）」として、再設計され完全に新しい計画として発表された。
- A300以来使用していた真円の胴体断面を捨て、新たにより太いダブル・バブル断面を採用。ダブル・バブルのキャビン部分の半径は2.98mと、ロッキード L-1011 トライスターと等しくエコノミークラスは9列配置が可能となった。貨物室部分の半径は2.82mと、こちらは従来型エアバスワイドボディ機と同じで、少しでも工作機械や治具を流用しようという意図が見受けられる。また、ダブル・バブル構造とすることで胴体下半分はLD3コンテナが二列積載できる最小限の断面に絞られており、機体重量の軽減に寄与している。
- 新設計、全複合材製の高効率な主翼。主翼面積は従来A350の361m²からXWBでは443m²に拡張された。この値はボーイング777の424m²より大きい。
- ライバルのB787より多い座席数、大きな搭載量。胴体の拡幅により、エコノミー座席の標準配列が9列となったことで、より多くの乗客を収容できるとしている。ただし、実際にはB787もエコノミー座席を日本航空の国際線機材（8列配置。同社国内線機材は9列配置）を除いて9列配置としており、この場合は収容力はほぼキャビン長によって決定される。A350 XWBでは格安航空会社向けにエコノミー10列座席が提案されている。また、キャビン直径の拡大はキャビン天井裏のスペースの拡大ももたらし、コクピットクルー並びにキャビンクルーレストは天井裏に設けることが可能となった。これにより従来型エアバスワイドボディ機のように、クルーレスト設備が有償スペースを圧迫することが回避された。なお、クルーレストは日本航空の国内線機材のように設置されていない機体も存在する。

また、この新たな計画のファミリーとしては次のものが発表された。当初最も小型の-800型が基本型と思われていたが、開発順序や派生型開発計画などから中間サイズの-900型が基本型であると考えられる。

A350各シリーズの機体サイズ

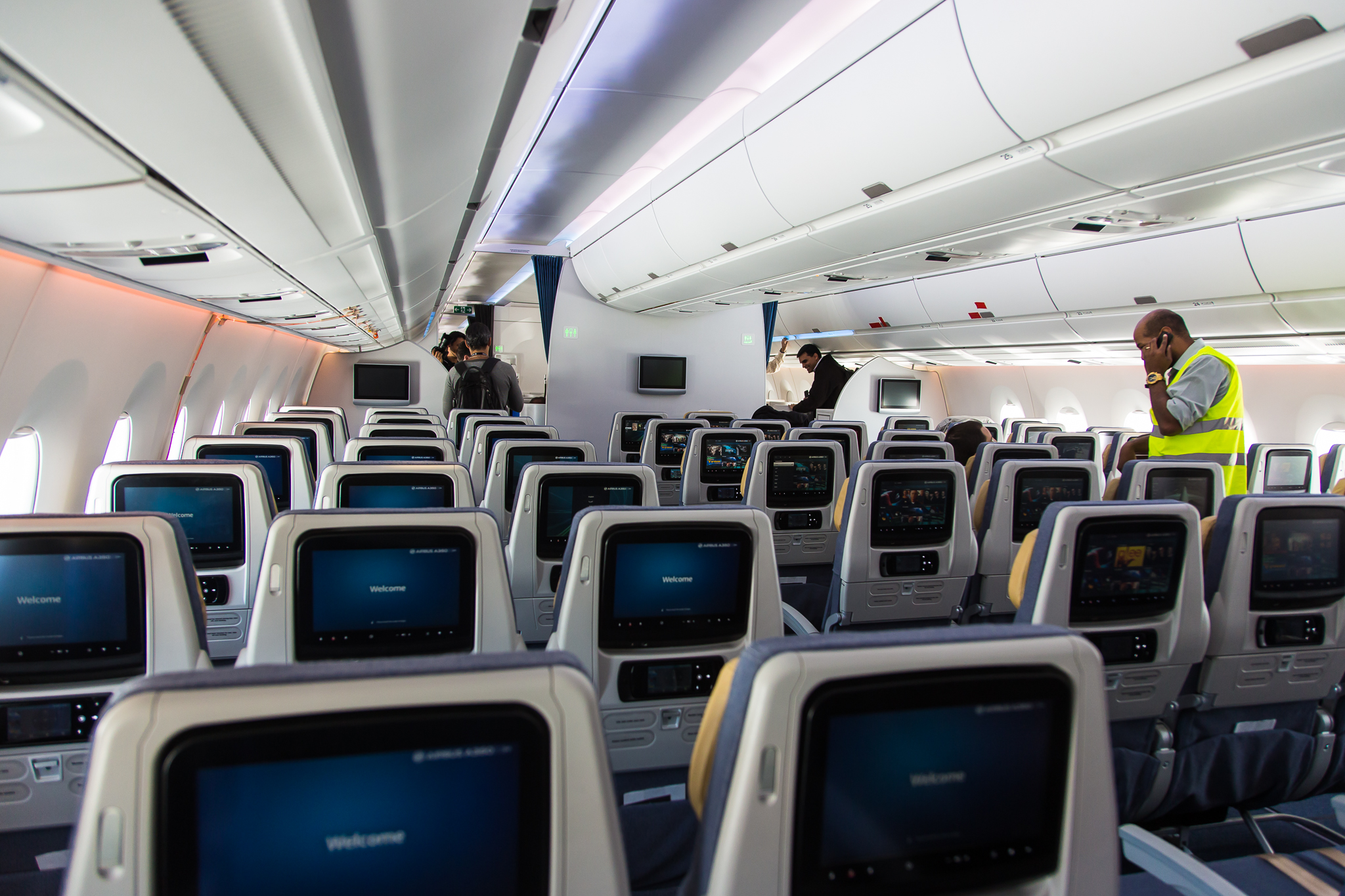
A350デモ機の客室(エコノミークラス)

- A350-800：短胴型。3クラスで270座席規模（2016年5月31日に計画中止[9]、A330-900と機体規模が重複するため）。
- A350-900：標準胴体長の形式。3クラスで314席規模。B777-200ER・B787-9に対抗。
- A350-1000：A350-900の胴体延長型。350席規模。B777-300ER・B787-10に対抗。最大離陸重量の増大に対応するため、この型は主脚が6輪式となっている。

この基本機種はそれぞれ航続距離8500nmi (15,800km) を計画をしていたが、設計が進むにつれ若干の変動を見ている。さらに将来構想としては以下のものも考えられており、のちに貨物型を開発することが決定している（後述）。
- A350-900R：A350-900の航続距離延長型。想定航続距離9,500nmi (17,600km)。
- A350-900F：A350-900の貨物型。貨物搭載量90t。

これら計画の総体、特にB787より大きな機体サイズと新技術の積極採用という点から見て、B787、加えて（そして当時時点でボーイングの独擅場だった）B777シリーズの市場にも対抗できる機体を目指した計画となっていた。事実、日本航空・ユナイテッド航空のように、A350をB777の後継機として位置づける航空会社も現れた。この計画変更により胴体径が広くなるためか、後方の胴体絞り部などは従来のエアバス機のように胴体上部へ絞り上がっていく形でなく、ボーイング機などに見られる胴体中心部へ上部からも絞っていく形に変更されている。その一方で、フラップを内外二分割してドループ・エルロンと共に巡航中に独立して角度制御を行うことで揚力分布を最適化し、巡航時の揚抗比を改善するなど新しい技術も取り入れられている。
787より大きな推力が要求される搭載エンジンとしては、ロールス・ロイスがトレント1700を強化し供給する覚書を締結している。ゼネラル・エレクトリックはGEnXではなく、より大きな推力を見込めるGP7200の派生型を供給する予定であったが、その後GE社とエアバス社の交渉は決裂。GEnX強化型あるいはGP7200派生型をA350 XWBに提供する覚書は2008年10月時点では結ばれなかった。そのため、2022年現在ではA350 XWBのエンジンはロールス・ロイスの独占となっている。この背景には、GEがエンジン供給を独占して大きな利益を上げているボーイング777-200LR/300ERおよび将来開発が予定されている777-8XとA350XWB-900R/1000が直接競合するという事情があるためと考えられている。またGEと共にエンジン・アライアンスに出資するプラット・アンド・ホイットニーはXWB向けGP7200派生型の開発に前向きな旨の表明をしているが、優先交渉権はGEnXにあり、GEがXWB型へのエンジン提供を最終的に見送った場合にGP7200のXWB向け提供の交渉を開始できると認めている。2009年5月にGE首脳は「B787の飛行試験によってGEnXの燃費を含めた性能が示されれば改めてエアバスとの交渉に臨むだろう」という趣旨の発言を行った。この場合は-800および-900型向けに限ってのエンジン開発となるだろうと見られている。
また、エアバスはA350-1000に搭載予定のエンジンであるロールス・ロイス トレント XWBについて、当社と共同でより性能の良いバージョンを開発し、この型に装備することを明らかにしている。

## 計画発表後の経過
エアバスA350 XWBの計画発表を受けて、シンガポール航空が2006年7月21日にA350-900型20機の購入を発表した。2006年12月1日、親会社であるエアバス・グループの役員会は本機の開発を承認。およそ100億ユーロと見積もられる開発費分担の内訳は明らかにされなかった。
2008年8月12日時点で、A350 XWBは世界27社から452機の確定発注を受けライバルであるB787と同規模の受注を達成した。また、ライバルB787の開発が主翼の強度不足や試験飛行中の機内火災などで難航、納期が3年以上遅延していたため、就航予定時期等の初期のアドバンテージをほぼ失っていた。正式契約調印には至っていないが発注趣意書を発行されているものが106機ある。一方でGEエンジンの搭載が見送られたためにリース会社GECASのように初期のA350計画からXWB型への契約移行を行なわず、発注を取り消されたケースもある。
2013年10月7日に日本の日本航空（JAL）とエアバスは共同プレスリリースで、A350-900型機18機とA350-1000型機13機の確定31機、オプション25機の購入契約を締結したと発表した。日本航空が自社からエアバス機を発注するのは初であり、またエアバス機の運航も日本エアシステム（JAS）から移管し2011年5月末に退役したエアバスA300-600R以来となる。初期の機体の引渡しから20年を経過し、機材更新の時期を迎えるB777の後継機として、2019年6月から国内線向けにA350-900の導入を開始、同年9月1日より羽田-福岡線で就航した。なお、同社へ引き渡される機材のうち最初の3機（機体番号：JA01XJ - JA03XJ）はA350の文字を表記した導入記念特別塗装機（文字色はJA01XJが挑戦のレッド、JA02XJが革新のシルバー、JA03XJがエコのグリーン）となっている。国際線向けにはA350-1000を導入し、2023年12月15日に第1号機（機体番号：JA01WJ）が日本に到着。2024年1月24日より羽田～ニューヨーク(ジョン・F・ケネディー）で定期便就航した。2019年4月11日、国土交通省航空局より型式証明を取得。なおこれに先立ち日本では日本航空 と併せ全日本空輸（ANA）も老朽化したボーイング777の置き換えとしてA350-1000を有力な候補に挙げているとの報道がなされたが、全日本空輸は2014年3月にライバル機であるボーイング777-9を発注し、エアバスA350の発注には至らなかった。
エアバス社の同じ大型双発機シリーズA330とは補完関係にあるとされ、A330が中距離路線を主体とするのに対し、A350 XWBは長距離/超長距離路線で真価を発揮するため、航空会社は運航する路線によって両機種を使い分けることになるという。例えば、デルタ航空の場合はA330neoとA350 XWBの両方を保有している。一方でA350 XWBは短距離路線でも高いポテンシャルを有するという見方もある。しかしながら短距離路線では離着陸の回数が増加するため、機体寿命への影響が問題となる。ボーイング社の場合はこの問題を解決するため、本来は中長距離路線の機材となるボーイング747で、短距離路線に特化した仕様の機体（B747SR・B747-400D）を開発していた。またエアバス社では先行するA330に近距離路線に特化した軽量型「A330-300リージョナル」を開発していた。そして今回のエアバスA350 XWBにおいては国内線を多く運航する日本航空の打診を受けてエアバス社が疲労試験を追加で実施し、ランディングギア補強無しで28000回としていた飛行回数が32000回まで増やしても問題がないことを確認している。日本航空の場合はA350 XWBを短距離の国内線と長距離の国際線の両方に導入する方針を示している 。
2014年7月にはA330の次世代型であるA330neoの開発が決定。A330を運航しているハワイアン航空はA350 XWBの発注を全てキャンセルしA330neoへ切り替えたが、その後B787-9に切り替えた。マレーシアのエアアジア Xは主力機種であったA330-300の更新用としてA350 XWBを発注しているが、A330neoも発注した。2016年1月にはイランのフラッグキャリアであるイラン航空がエアバス社に大型発注を行い、A350-1000型機を16機確定発注したが、その後アメリカのイラン核合意離脱に端を発する経済制裁によりオーダーキャンセルとなった。香港のキャセイパシフィック航空はA350-900を22機、長胴型のA350-1000を26機の2タイプ計48機を発注しているが、受領を開始する2016年内に新造機12機を受領する予定であり、香港からロンドンへの基幹路線や、現在は主にA330-300で運航している香港と日本の三大都市圏を結ぶ路線に投入するとしている。
USエアウェイズはアメリカン航空と合併する前にA350 XWBを発注していたが、合併後にアメリカン航空はA350 XWBをすべてキャンセルし、代わりにB787で機材を更新することになった。

## 開発

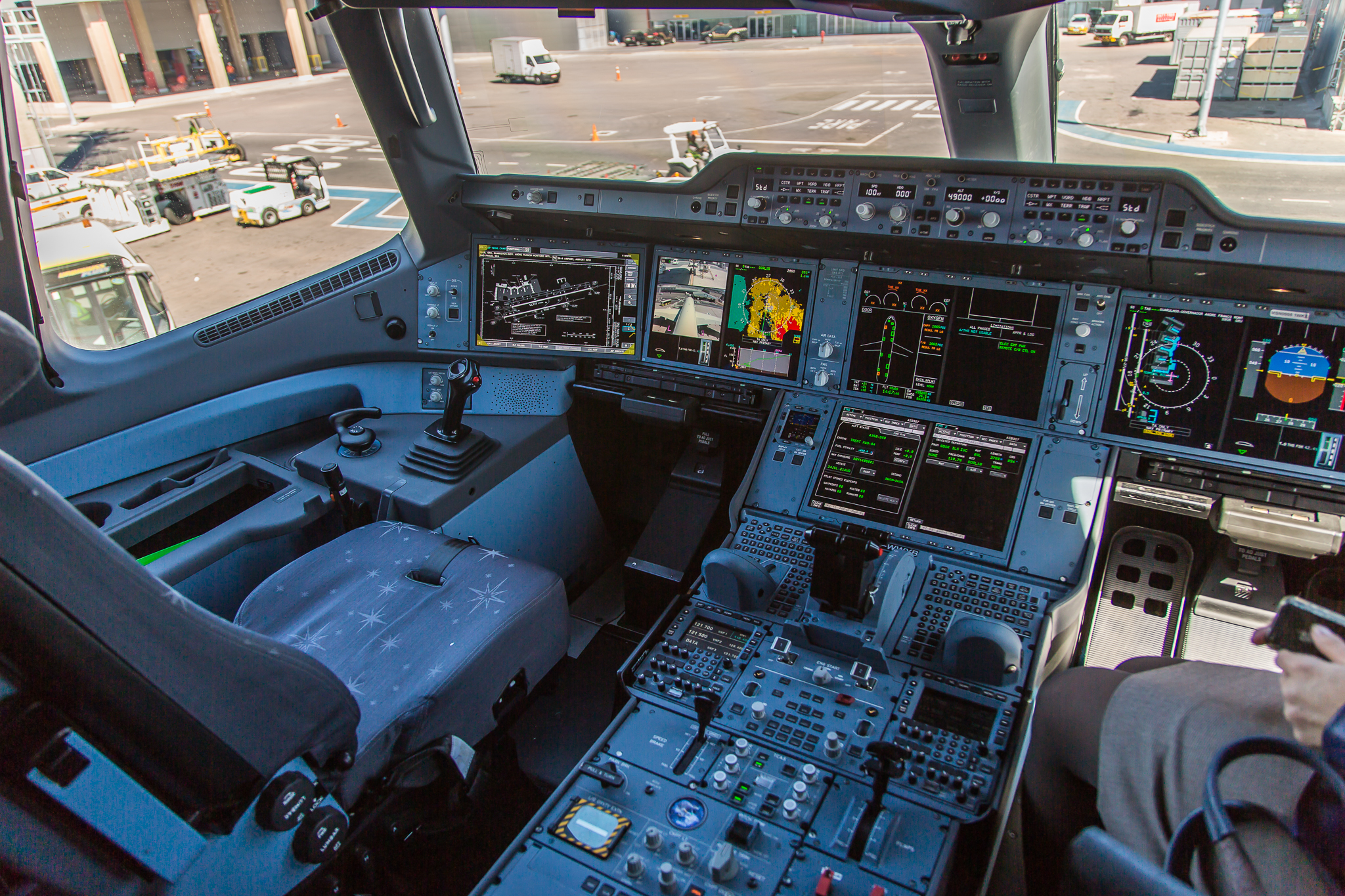
A350デモ機のコックピット

エアバス社は2007年9月に、構造並びに一部形状の変更を公表した。それによるとこれまでアルミニウム・リチウム合金製とされてきた胴体構造はカーボンファイバーのフレームリングとアルミニウム・リチウム合金のビームからなる骨組みにカーボンファイバーパネルを張り合わせた構造になり、B787とほぼ同等のカーボンファイバー使用率となった。また、機首形状が2006年のXWB型の最初のアナウンス時のデザインから変更され、A380の機首先端を切って取りつけたような形状となっている。しかしフライトデッキはA380の液晶画面8面ではなく、より大型の液晶画面を6面用いた想像図が公開されている。
これら設計の変更に伴い胴体内寸が変更され、下記の仕様における胴体内径は現在エアバス社のウェブサイトの仕様表には記載がない。2009年1月14日にエアバス社はA350 XWB型機の最終組み立て施設の着工記念式典を挙行し、そこで新たな外観が公表された。同社のホームページで参照できる。
A350は外側のコックピットの周りには、黒い塗装がありこれは日光を集めてパイロットが外を見やすくするための工夫である。
2008年8月には搭載機器を含めた詳細な重量見積りの結果、-900型機で運航自重が従来予測より2.2t増大する見込みと公表されている。それと共に、-900型機の最大離陸重量は268tへと改訂された。

## 完成
| A350-900 初号機 |  | A350-1000 初号機 |
| A350-900 初号機 |  | A350-1000 初号機 |

2013年5月14日に飛行テスト用A350 XWB初号機（登録番号:F-WXWB）が組み立てとエアバスのデモ塗装を完了し、同年6月3日には地上でのエンジン始動を確認した。6月14日にはA350 XWBの初号機が工場に隣接するトゥールーズ・ブラニャック空港で初飛行を実施し、その様子はエアバス社によってインターネット中継された。2014年9月30日にはA350-900が欧州航空安全機関の形式証明を取得。同年10月2日にはローンチカスタマーとなるカタール航空向けの初号機がロールアウト。
2016年11月24日にはA350-1000初号機（MSN059）が初飛行した。

## 試験飛行
2014年1月9日にボリビアのコチャバンバ、ラパスで高地テストを行うため、ボリビアに到着。コチャバンバは海抜8,300フィート（約2,500メートル）、ラパスは海抜13,000フィート（約4000メートル）であり、3号機を使用して高地でのエンジン、補助動力装置(APU)、各種システムのオペレーションを確認。
2014年1月28日にカナダのイカルイト空港で寒冷地テストのため高地テストを行っていたボリビアのコチャバンバ、ラパスから3号機が到着。イカルイトは氷点下2桁台を記録する極寒の地で、高地テストと同様にエンジン、補助動力装置(APU)、各種システムのオペレーションを確認。
2014年5月6日にアメリカ、フロリダ州のエグリン空軍基地に併設されているマッキンリー極限気候研究所へ2号機が到着。A350 XWB開発プロジェクトで、型式証明に必要な認定要件を上回る能力を確認するため、研究所で極限状態の気候条件でのテストを実施。試験はプラス45度からマイナス45度の気温状況を作り出し、複数の気候や湿度で機体の状態を確認。
2014年5月9日にフランスのイストル空軍基地で4号機が耐水テストを実施。滑走路上の水が最低22ミリメートルで、60ノットから140ノットまでの速度で滑走しノーズランディングギアの水しぶきがエンジン、補助動力装置(APU)の動きに影響がないことを確認。
2014年6月2日に初期長距離フライト(ELF)試験を実施。2号機を使用し6月2日にフランスのトゥールーズ・ブラニャック空港を離陸、パリ、オランダ、デンマーク、ノルウェー、イギリスの上空を飛び、7時間後にトゥールーズに着陸。そして翌3日には、夜間に離陸し、フランス上空やイベリア半島、北ヨーロッパ大陸の上空を12時間に渡って飛び、再びトゥールーズに着陸した。今回の試験では、航空会社のスタッフとしてエールフランス航空とルフトハンザドイツ航空の客室乗務員が乗務し、機内食の提供からギャレーの使い勝手や機内の防音性、空調や照明、トイレの使い心地や機内の娯楽設備などが評価され、さらに人間工学の専門家によって、機内の目印などの見やすさ、分かりやすさを評価確認した。
2014年6月18日に、高温飛行試験を3号機を使用して実施。アラブ首長国連邦のアル・アインを拠点に、40度を超える気温環境のもとで、エンジンや航空機のシステム挙動を確認。
2014年7月19日にフランスのイストル空軍基地で1号機が最大離陸推力時の離陸中断テスト(Maximum Energy Rejected Take-Off：MERTO)を実施。離陸中断テストでは離陸時の最大スピード、最大重量でブレーキが安全に作動し、機体を安全に止めることができるかを確認。
2014年7月24日にA350-900の型式証明取得に向けた最終段階として、5号機を使用した路線認定(Route Proving)試験を開始。約3週間かけて北極を通過したり、各大洋を横断飛行したり、合計で約180時間、およそ151,300キロの距離を飛行した。
2014年10月19日には試作5号機（MSN005、機体記号:F-WWYB）がアジアを巡るデモツアーの一環として東京国際空港に飛来し、日本航空の関係者や記者などを乗せてデモフライトを実施した。このデモツアーでは東京以外にもソウル、ハノイ、バンコク、クアラルンプールへ訪れ、A350 XWBの導入を予定している航空会社へのアピールが行われた。
A350 試験飛行機の役割分担
- MSN1 (F-WXWB)：初期ハンドリング品質、アイシングのテスト、システムや電気系統の試験
- MSN2 (F-WWCF)：客室内の認証試験、長時間フライト、機内エンターテインメント(IFE)装備テスト、マッキンリー極限気候研究所でのテスト
- MSN3 (F-WZGG)：ボリビアでの高高度、カナダでの寒冷地テスト、パフォーマンス測定、灼熱地と寒冷地での運航、システムや電気系統の試験
- MSN4 (F-WZNW)：ノイズや雷、耐水のテスト、アビオニクス開発と認証、航空会社のパイロットとメンテナンスチームの訓練
- MSN5 (F-WWYB)：客室内訓練、路線の運航証明、ETOPS認証の取得

## ETOPS-370の取得
2014年10月に欧州航空安全機関がA350-900型機に対してETOPS-300及びETOPS-370の認定を与えた。これによってA350-900型機は太平洋と大西洋を含む世界中のほぼすべての主要空港間に、無着陸飛行ルートを設定して直行定期便を運航する事が可能となった。この認定取得により、A350を発注した各国航空会社は、東南アジアから米国、オセアニアから米国といった中央太平洋上や欧州と豪州などを飛行する超長距離となる定期国際路線設定が可能となった。エアバスは、2016年5月2日にA350-900型機が米連邦航空局（FAA）からも180分超（最大300分）のETOPS認可を取得したと発表した。
これらETOPSのさらなる高度認定に対応する航続距離延長型として、9700海里（1万7964km）の航続距離を誇る超長距離機「A350-900ULR/-1000ULR」が追加設定された。このタイプは航続距離は双発機として最高記録となる予定で、パキスタン国際航空・エミレーツ航空などB777-200LRを運航している航空会社の超長距離線用機材として新規発注が期待されている。
2015年に発表されたULRタイプのローンチカスタマーはシンガポール航空であり、シンガポール航空としてはA340-500の置き換え機材となる。シンガポール・チャンギ国際空港から北米大陸や中南米地域への直行便設定も可能となる。
2023年、カンタス航空は発注全24機中2026年から導入予定12機が同社北米及び欧州向け超長距離直行便(プロジェクト・サンライズ)運航機材としてA350-1000ULR型機としたと発表。
2025年、エミレーツ航空は65機発注しているA350-900のうち、2025年内受領5機についてA350-900ULR型で同社豪州路線から就航予定であることを発表した。

## 貨物機の開発
2021年7月のエアバス決算発表にて、エアバスA350の貨物型（A350F）の開発が取締役会で承認されたことを発表。積載量100tクラス大型貨物機市場において経年化したボーイング747Fやマクドネル・ダグラス MD-11Fの更新としての新造機市場をボーイング767F・ボーイング777Fでほぼ独占するボーイングに対抗するためとみられる。
開発決定当初はA350旅客型のローンチカスタマーであったカタール航空の導入を狙いにしていたが、後述の塗装劣化問題によりカタール航空とエアバス社の関係が破綻したため同社による導入の可能性は消滅した。
一方、2021年のドバイ航空ショーにて航空機リース大手エア・リース・コーポレーションなどが基本合意書（LoI）を締結。その後はシンガポール航空等ともLoI締結を発表。
エアバスはA350Fの仕様を最大離陸重量319トン、ペイロード最大109トン、航続距離8,700キロメートル（4,700海里）と発表。全長は70.8m、A350-900の66.8mとA350-1000の73.79mの間の長さとなり、胴体の長さと容量は業界標準のパレットや貨物コンテナに最適化し、機体後部左側に貨物ドアを設置するとしている。エンジンはロールス・ロイスのA350向けエンジン「Trent XWB（トレントXWB）」のうち、A350-1000向けのTrent XWB-97を採用し、2027年に発効するICAO（国際民間航空機関）のCO2排出基準をクリア、かつ777Fより貨物積載量を増やして燃費とCO2排出量を二割削減するとしている。
A350旅客型はライバルのボーイング787型機より炭素繊維部材の比率が上がっているため、高い重力耐性が必要な貨物機への改修には向いていないと考えられていた。しかし、エアバスと日本の炭素繊維提供メーカー帝人はボーイング787のような胴体一体型成形による炭素繊維採用でなく、A350では分割成形としているため、強度が必要な部位によっては部材変更が可能としている。
当初は2026年度の就航を予定していたが、2025年2月20日発表の2024年度の通期業績にて、A350F型機の就航時期を2027年下半期になる見込みだとと明らかになった。

## 運用者
| 航空会社                           | 国または地域     | A350-900 | A350-1000 | A350F | A350 合計 | 備考 |
| ---------------------------------- | ---------------- | -------- | --------- | ----- | --------- | --- |
| アエロフロート・ロシア航空         | ロシア連邦       | 7        |           |       | 7         | ロシアのウクライナ侵攻後、 リース会社から所有権をロシア国家として収奪、 制裁によりエアバスからの納入及びサポート停止中 （納入停止分トルコ航空などへ転売、 一部報道では共食い整備が始まっているとされている） |
| エア・カライベス                   | グアドループ     | 3        | 3         |       | 6         | |
| 中国国際航空                       | 中華人民共和国   | 30       |           |       | 30        | |
| エールフランス                     | フランス         | 29       |           |       | 29        | |
| エア・インディア                   | インド           | 5        |           |       | 5         | |
| モーリシャス航空                   | モーリシャス     | 4        |           |       | 4         | |
| アシアナ航空                       | 大韓民国         | 15       |           |       | 15        | 大韓航空の経営統合に伴い、現在運航中の機材はCI刷新による大きな文字で「KOREAN」と表記の新デザインへ変更予定                                                                                                   |
| アズールブラジル航空               | ブラジル         | 2        |           |       | 2         | |
| ブリティッシュ・エアウェイズ       | イギリス         |          | 18        |       | 18        | |
| キャセイパシフィック航空           | 香港             | 30       | 18        |       | 48        | |
| チャイナエアライン                 | 中華民国         | 15       |           |       | 15        | |
| 中国東方航空                       | 中華人民共和国   | 20       |           |       | 20        | |
| 中国南方航空                       | 中華人民共和国   | 20       |           |       | 20        | |
| デルタ航空                         | アメリカ合衆国   | 30       |           |       | 30        | |
| エチオピア航空                     | エチオピア       | 20       |           |       | 20        | |
| エティハド航空                     | アラブ首長国連邦 |          | 5         |       | 5         | |
| フィジー・エアウェイズ             | フィジー         | 4        |           |       | 4         | |
| フィンエアー                       | フィンランド     | 17       |           |       | 17        | ロシア領空迂回により事業再編で機材削減検討中 |
| フレンチ・ビー                     | フランス         | 4        | 2         |       | 6         | |
| 香港航空                           | 香港             | 2        |           |       | 2         | |
| イベリア航空                       | スペイン         | 22       |           |       | 22        | |
| イベロジェット                     | スペイン         | 2        |           |       | 2         | |
| ITAエアウェイズ                    | イタリア         | 6        |           |       | 6         | |
| 日本航空                           | 日本             | 15       | 8         |       | 23        | A350-900のうち1機は事故で全損 |
| ルフトハンザドイツ航空             | ドイツ           | 28       |           |       | 28        | |
| マレーシア航空                     | マレーシア       | 7        |           |       | 7         | |
| フィリピン航空                     | フィリピン       | 2        |           |       | 2         | COVID-19流行による破綻リストラ機は リースバック経由でルフトハンザ航空が転用中 再建後1000型新規発注 |
| カタール航空                       | カタール         | 34       | 24        |       | 58        | ローンチカスタマー 塗装剥離問題で900型22機/1000型7機は 運用停止及び発注残は一時取消、 2023年2月に訴訟和解により 運航再開及び発注残全て復活                                                                   |
| スカンジナビア航空                 | スウェーデン     | 4        |           |       | 4         | 米チャプター11申請後、事業再編により数機リースバック計画 |
| 四川航空                           | 中華人民共和国   | 6        |           |       | 6         | |
| シンガポール航空                   | シンガポール     | 64       |           |       | 64        | 7機はA350-900ULR (超長距離型) |
| スターラックス航空                 | 中華民国         | 5        |           |       | 5         | |
| タイ国際航空                       | タイ             | 23       |           |       | 23        | |
| ターキッシュ エアラインズ          | トルコ           | 18       |           |       | 18        | |
| ベトナム航空                       | ベトナム         | 14       |           |       | 14        | |
| ヴァージン・アトランティック航空   | イギリス         |          | 11        |       | 11        | |
| World2Fly                          | スペイン         | 3        |           |       | 3         | |
| ドイツ空軍                         | ドイツ           |          |           |       | 3         | 要人輸送機として運用。 |
| 非公開                             | 不明の旗         | 3        |           |       | 3         | |
| 政府、行政及びプライベートジェット | 不明の旗         | 4        |           |       | 4         | |

### 退役済み
就航後コロナやウクライナ侵攻などの外的要因で運用社リストラにより比較的新しい機体が退役することが多く、中古リース需要も旺盛でリースによる運用社間往来の多い機体でもある。
| 航空会社           | 国               | A350-900 | A350-1000 | A350 合計 | 退役年    | 備考                                                                               |
| ------------------ | ---------------- | -------- | --------- | --------- | --------- | ---------------------------------------------------------------------------------- |
| 南アフリカ航空     | 南アフリカ共和国 | 2機ずつ  |           | 計4機     | 2020 2023 | モーリシャス航空ヘ2機リースバック後、 元海南機2機一時リース運用                    |
| LATAM ブラジル     | ブラジル         | 13       |           | 13        | 2021      | COVID-19による経営破綻後、 経費削減でリースバック経由により 出資元デルタ航空へ転籍 |
| フィリピン航空     | フィリピン       | 4        |           | 4         | 2021      | COVID-19による経営破綻後、 リースバック経由でルフトハンザ航空が転用中              |
| 海南航空           | 中国             | 7        |           | 7         | 2021      | 破綻により複数他社リース                                                           |
| スカンジナビア航空 | スウェーデン     | 2        |           | 2         | 2022      | 破綻によりチャイナエアラインと マレーシア航空へリース                              |
| 日本航空           | 日本             | 1        |           | 1         | 2024      | 事故で全損                                                                         |

## 運用状況

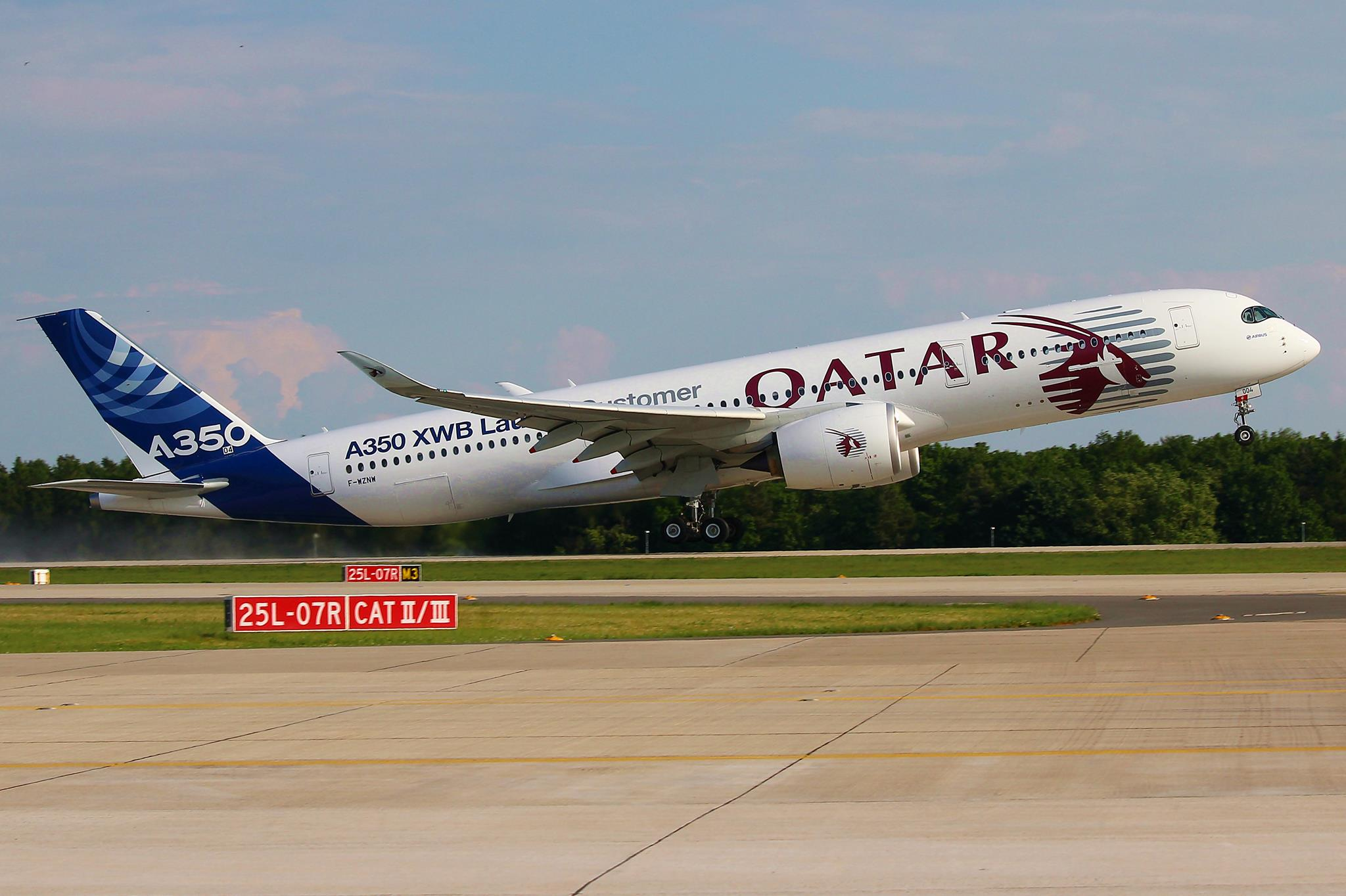
ローンチカスタマーであるカタール航空のロゴがペイントされた試験機

2014年12月22日、ローンチカスタマーであるカタール航空に初号機が引き渡された。2015年1月15日、カタール航空はドーハ - フランクフルト線でA350型機の営業運航を世界で初めて開始した。
2024年時点ではA350型機の多くが中長距離の国際線で使われているが、中国や日本などでは国内線の運用がなされている。
2016年10月14日に、エアバスで通算10,000機目の納入機となるA350-900（機体記号：9V-SMF）がシンガポール航空に引き渡された。

### 機種別
|           | 受注  | 納入 | 残  |
| A350-900  | 954   | 517  | 437 |
| A350-1000 | 299   | 85   | 214 |
| A350F     | 55    | –    | 55  |
| 合計      | 1,308 | 602  | 706 |

### 年別
|        |           | 2021 | 2022 | 2023 | 2024 | 合計  |
| 受注数 | 受注数    | 2    | 8    | 281  | 102  | 1,308 |
| 引渡数 | A350-900  | 49   | 50   | 52   | 13   | 517   |
| 引渡数 | A350-1000 | 6    | 10   | 12   | 4    | 85    |
| 引渡数 | A350F     | –    | –    | –    | –    | 0     |
| 引渡数 | 合計      | 55   | 60   | 64   | 17   | 602   |

|        |           | 2006 | 2007 | 2008 | 2009 | 2010 | 2011 | 2012 | 2013 | 2014 | 2015 | 2016 | 2017 | 2018 | 2019 | 2020 |
| 受注数 | 受注数    | 2    | 292  | 163  | 51   | 78   | -31  | 27   | 230  | -32  | -3   | 41   | 36   | 40   | 32   | -11  |
| 引渡数 | A350-900  | –    | –    | –    | –    | –    | –    | –    | –    | 1    | 14   | 49   | 78   | 79   | 87   | 45   |
| 引渡数 | A350-1000 | –    | –    | –    | –    | –    | –    | –    | –    | –    | –    | –    | –    | 14   | 25   | 14   |
| 引渡数 | A350F     | –    | –    | –    | –    | –    | –    | –    | –    | –    | –    | –    | –    | –    | –    | –    |
| 引渡数 | 合計      | –    | –    | –    | –    | –    | –    | –    | –    | 1    | 14   | 49   | 78   | 93   | 112  | 59   |

 受注数
 引渡数

## 日本における運用
| 日本航空のA350-900 |  | 日本航空のA350-1000 |
| 日本航空のA350-900 |  | 日本航空のA350-1000 |

日本の航空会社では、2013年に日本航空（JAL）よりA350-900型とA350-1000型の受注を獲得、2019年に同社で運航が開始されている。A350は日本航空の自社発注機材としては初となるエアバス機であり、JALにとってはボーイング777の後継機という位置づけで導入された。日本航空では主に福岡や新千歳、ダラスなどに乗り入れている。
日本航空としては初となるサイドスティック式操縦桿の航空機となり、さらにRRトレントXWBエンジンのみを採用しているA350が、同社初のロールス・ロイス製エンジン搭載機材となった
さらに2024年3月には、JALからA350型機21機の追加発注が行われ、合計で50機近くの受注を獲得することとなった（なお、この際にエアバスA321neoの発注も行われている）。
一方、ライバル社の全日本空輸（ANA）は中・大型主力機の後継機種としてボーイング787シリーズとボーイング777Xを選択してボーイング社機材に統一する方向を取っており、A350は発注していない。またA350の全幅が大きいため、羽田空港でANAが利用する第2ターミナル内側では、A350型機は走行不可となっている。

## 仕様
| シンガポール航空のA350-900ULR |  | キャセイパシフィック航空のA350-1000 |
| シンガポール航空のA350-900ULR |  | キャセイパシフィック航空のA350-1000 |

- A350-900ULRはシンガポール航空の要請により開発された、シンガポール - 北米大陸間の距離でも直行可能な超長距離路線仕様機。2015年10月にエアバスが開発することを決定し、7機が納入された。ULRとは超長距離（Ultra Long Range）という意味で、A350-900と比較して燃料タンクが拡張されノンストップで1.6万km飛行できる。ビジネスクラスとプレミアムエコノミーの2クラス制で運航された（エコノミークラスは設定されず）。オーストラリアのカンタス航空は「サンライズ計画」を掲げ、シドニー - ロンドン線やメルボルン - ニューヨーク線の直行便に新たに開発されるA350-1000の長距離型機材A350-1000ULRを2023年頃に就航を検討している[51]が、エアバス側はシンガポール航空仕様で19時間程度の飛行時間を想定していて、カンタス航空の要求は約21時間の飛行時間想定のため、さらなる性能などの向上が望まれる[52]。
- 長距離のプライベートジェット仕様を2016年にACJ350 XWBとして発表。エアバス コーポレートジェット(ACJ)の「イージーフィット」コンセプトを採用し、当初から搭載される客室仕様に加えて、カーボンファイバーの胴体に壁材や内装などを簡単に装着できる。内装をA350 XWBと同じものに戻すことも容易で、売却時にA350 XWB仕様に戻すことでリセールバリューを高めることができる。航続距離は20,550kmで、25人の搭乗で22時間以上飛行可能とされる。2019年にドイツが政府専用機として3機発注し、1号機は2020年8月10日にドイツ空軍に引き渡された[53]。
- 着陸から離陸までの間隔が短くなる短距離路線ではブレーキの冷却が間に合わないため、オプションとしてブレーキを冷却するファンが用意されており、日本航空などが採用している[46]。
- 一部の機体を除き、燃料給油口は左右両翼下面にあるが、両方から同時に給油を行うことはできない（燃料に関わるシステムにダメージを与える恐れがある為）[54]。

|                     | A350 XWB                                                | A350 XWB                                                       | A350 XWB                                                | A350 XWB                                                | A350 XWB                                                |
| A350-800 (開発中止) | A350-900                                                | A350-900ULR                                                    | A350-1000                                               | A350F                                                   |                                                         |
| ------------------- | ------------------------------------------------------- | -------------------------------------------------------------- | ------------------------------------------------------- | ------------------------------------------------------- | ------------------------------------------------------- |
| 全長                | 60.7 m                                                  | 66.8 m                                                         | 67.0 m                                                  | 73.79 m                                                 | 70.8 m                                                  |
| 全高                | 16.09 m                                                 | 17.05m                                                         | 17.05m                                                  | 17.08m                                                  | 17.08m                                                  |
| 胴体幅              | 596 cm (235 in)                                         | 596 cm (235 in)                                                | 596 cm (235 in)                                         | 596 cm (235 in)                                         | 596 cm (235 in)                                         |
| キャビン幅          | 561 cm (221 in)                                         | 561 cm (221 in)                                                | 561 cm (221 in)                                         | 561 cm (221 in)                                         | 561 cm (221 in)                                         |
| 座席数              | 270(3クラス) 312(2クラス)                               | 315(2クラス)                                                   | 173(2クラス)                                            | 369(2クラス)                                            | 11                                                      |
| 座席数（導入例）    | —                                                       | JAL国内線 369(12+94+263) 391(12+56+323) French Bee 411(35+376) | SIA 161(J67 S94)                                        | JAL国際線 239(6+54+24+155) CPA 334(46+32+256)           | —                                                       |
| 最大ペイロード      | —                                                       | 53.3 t                                                         | 53.3 t                                                  | 67.3 t                                                  | 111 t                                                   |
| 最大離陸重量        | 248 t                                                   | 283 t                                                          | 280 t (前方貨物室使用不可)                              | 322 t                                                   | 319 t                                                   |
| 最大燃料搭載量      | 129,000 L                                               | 141,000 L                                                      | 165,000 L                                               | 159,000 L                                               |                                                         |
| 巡航速度            | 標準：マッハ0.85 (903 km/h) 最高：マッハ0.89 (950 km/h) | 標準：マッハ0.85 (903 km/h) 最高：マッハ0.89 (950 km/h)        | 標準：マッハ0.85 (903 km/h) 最高：マッハ0.89 (950 km/h) | 標準：マッハ0.85 (903 km/h) 最高：マッハ0.89 (950 km/h) | 標準：マッハ0.85 (903 km/h) 最高：マッハ0.89 (950 km/h) |
| エンジン推力        | 74,000 lb ×2*                                           | 84,000 lb ×2*74,200 lb ×2                                      | 97,000 lb ×2*                                           | 97,000 lb ×2*                                           | 97,000 lb ×2*                                           |
| エンジン            | ロールス・ロイス トレント XWB                           | ロールス・ロイス トレント XWB-84 トレントXWB-75                | ロールス・ロイス トレント XWB-97                        | ロールス・ロイス トレント XWB-97                        | ロールス・ロイス トレント XWB-97                        |
| 航続距離            | 8,300 nm 15,400 km                                      | 8,100 nm 15,000 km                                             | 9,700 nm 17,950 km                                      | 8,700 nm 16,100 km                                      | 4,700 nm 8,700 km                                       |
| 価格                | 2.75億ドル                                              | 3.11億ドル                                                     | 不明                                                    | 3.59億ドル                                              | 不明                                                    |

*2007年10月迄の風洞試験の結果により、エンジンの離昇推力は-900で87,000lbから83,000lbへ、-1000他で95,000lbから92,000lbへそれぞれ引き下げられたが、その後再度引き上げられている。

### 航空機型式
| モデル                  | エンジン（発動機） | 型式証明日     |
| ----------------------- | ------------------ | -------------- |
| A350-941(JAL国内線仕様) | トレント XWB-75    | 2014年9月30日  |
| A350-941                | トレント XWB-84    | 2014年9月30日  |
| A350-1041               | トレント XWB-97    | 2017年11月21日 |

### ICAO機種コード
| コード | 機種             |
| ------ | ---------------- |
| A359   | Airbus A350-900  |
| A35K   | Airbus A350-1000 |

## 事故・トラブル

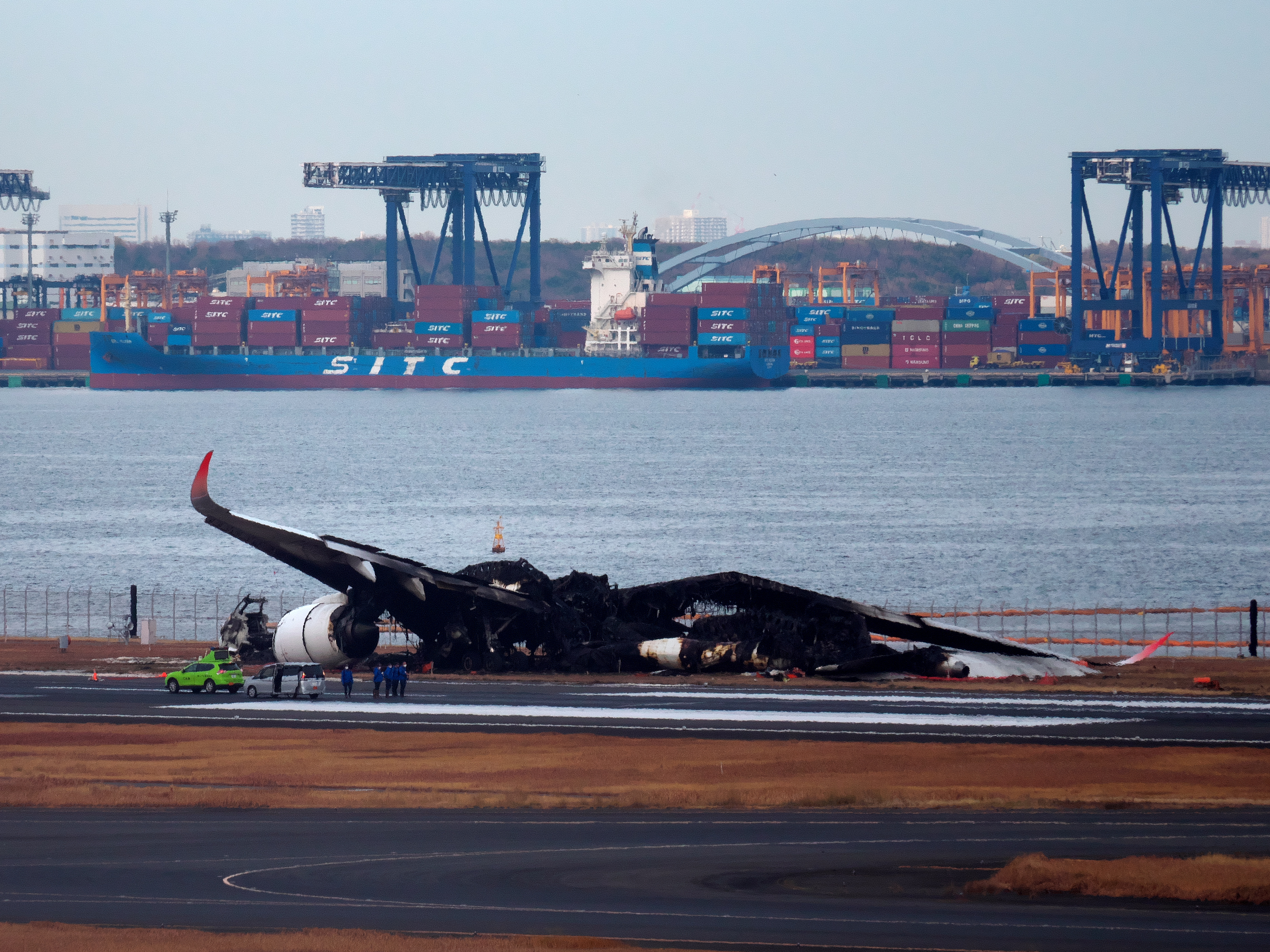
羽田空港地上衝突事故によって燃え尽きたJA13XJ
（2024年1月3日）

2025年5月現在、A350型機において機体全損事故は1件発生しているが、当機における死亡事故は発生していない。
- 2024年1月2日、新千歳空港発東京国際空港行き日本航空516便（A350-941、機体記号：JA13XJ）が東京国際空港のC滑走路に着陸した直後に、同滑走路に指示を勘違いして進入し停止していた海上保安庁の「みずなぎ1号」（ボンバルディア DHC-8-Q300、機体記号：JA722A）に追突した。JAL機での死者はなかったが、海上保安庁機では乗員6人中5人が死亡、唯一生還した機長も重傷[61]。両機体は全損し、A350としては世界で初めての機体全損事故となった。

### カタール航空機における塗装劣化問題
2021年8月、エアバスA350型機のローンチカスタマーであるカタール航空がカタール航空当局の指示により、保有するエアバスA350型機のうち13機の塗装の劣化が判明したため、運用停止措置を取り代替機としてA350導入により整備保管していたA330の運用を再開したと表明。 カタール航空当局の運用停止措置を受け、エアバスとA350の認証を出したEASA（欧州航空安全局）はドーハにて実機を確認検査し、耐空性には問題が無いとの見解を発表。 その後もエアバス社はカタール航空との協議を行ってきたが、交渉は決裂。最終的に同年12月にエアバス社側が塗装劣化問題に対しA350の信頼性ブランド維持のため法的手続きに入ると表明。 係争を経て最終的にエアバス社側が19機のA350-1000型機と50機のA321neo型機のオーダーキャンセルに踏み切ったことで事実上両社の関係が一時的に破綻したため、カタール航空からエアバス機を導入することはほぼ不可能となっていた。
2023年6月にイギリスの裁判所で塗装劣化問題が争われる予定であったが、2023年2月に両社の間で和解が成立。それに伴い契約も再締結され、同年5月よりA350-1000の納入が再開された。

### その他のトラブル、不具合、事故
- 2023年5月28日、関西国際空港発、パリ行きエールフランス291便の機首部分を損傷。関空に引き返した[68]。

- 2024年5月23日、東京国際空港発新千歳空港行きの日本航空503便 (A350-941、機体番号：JA02XJ)が16番スポットから出発する際、隣の17番スポットへ牽引されてきた東京国際空港発新千歳空港行き日本航空505便（A350-941、機体番号：JA09XJ）と主翼の翼端同士が接触。この影響で、JA02,09XJ両機機体点検作業のため運用除外され、代替臨時便運航及び機材変更された[69]。

- 2024年9月5日、欧州航空安全庁はA350-1000型搭載Trent XWB-97エンジンに対して耐空性改善命令を発出。同月2日に香港キャセイパシフィック航空が運航していた香港発チューリッヒ行き同型機383便にて該当エンジン不具合により引き返し機材変更が発生に伴い、同社はA350（900型も含む）全機自主点検を実施、Trent XWB-97エンジン搭載1000型15機で燃料供給ホース損傷により一時的エンジン火災や熱損傷によるエンジン停止の可能性があり、ホースの目視点検と寸法検査を30日以内の点検が指示された[70][71]。キャセイ不具合を受けTrent XWBエンジンシリーズ搭載A350一部オペレーターは自主点検を実施していて日本航空やタイ国際航空、シンガポール航空などでは5日迄の点検では問題は無かったが[72]、6日にマレーシア航空が運用している900型搭載Trent XWB-84エンジンでも同様の問題を確認したと発表された[73][74]。

- 2025年2月3日、デトロイト発羽田行きデルタ航空275便(A350-900)が前輪タイヤ空気圧低下でメーデー呼び出しを実施。3時間後に羽田空港に緊急着陸を行った。乗客乗員166人にけがはなかった[75]。